# Маточное кровотечение
Маточное кровотечение — различные по этиологии и характеру выделения крови из матки. Маточные кровотечения могут быть обусловлены различной гинекологической патологией: доброкачественными и злокачественными опухолями, органическими заболеваниями, нарушениями гормональной функции яичников и внутренним эндометриозом. Значительно реже кровотечение из половых путей женщины бывает связано с травмой или заболеваниями системы крови и других систем.

## Дисфункциональное маточное кровотечение
Дисфункциональное маточное кровотечение — патологический процесс, возникающий в результате нарушений функций органов, регулирующих менструальный цикл, или являющийся результатом иных заболеваний.
Выделяется три типа дисфункциональных маточных кровотечений:
- кровотечения пубертатного периода;
- кровотечения репродуктивного периода;
- кровотечения климактерического периода и постменопаузальные;

## Акушерские кровотечения
Акушерские кровотечения — кровотечения, возникающие во время беременности, в родах, в послеродовом и раннем послеродовом периоде.
Особенностями акушерских кровотечений являются:
- массивность и внезапность их появления;
- особенности патофизиологических изменений в организме беременных женщин приводят к быстрому истощению компенсаторно-защитных механизмов, особенно у беременных с осложненным течением родов, поздним гестозом;
- для акушерских кровотечений характерны острый дефицит объёма циркулирующей крови (ОЦК), нарушения сердечной деятельности, анемическая и циркуляторная формы гипоксии;
- нередко возникает опасность развития развернутой картины синдрома диссеминированного внутрисосудистого свертывания (ДВС) и массивного кровотечения.

Диагностика
Кровоотделение из половых путей, не совпадающее (часто) или совпадающее (редко) со сроком менструации, разное по объёму и продолжительности, вплоть до обильного, требующего срочного хирургического вмешательства. Сопутствующие признаки острой (хронической) анемии.
Неотложная помощь:
— зависит от клинической картины.
При небольшом кровоотделении, удовлетворительном общем состоянии, отсутствии подозрения на эктопическую беременность:
— рекомендовано посещение гинеколога.
При обильном кровоотделении — лед на низ живота;
— подкожно, внутривенно — утеротонические средства (окситоцин), аскорбиновая кислота (5 % раствор 1 мл);
— транспортировка в гинекологическое отделение больницы.

## Менструация
Менструация — ежемесячное маточное кровотечение у женщины, достигшей половой зрелости. Вызвано отторжением функционального слоя эндометрия, является частью менструального цикла женского организма.
Менструация обычно происходит каждый месяц, но имеются и нестандартные сроки менструации. До полового созревания, в период беременности и сразу после родов, в менопаузе менструация отсутствует.